# Костерин, Александр Васильевич
Александр Васильевич Костерин (6 июля 1944, пгт Затон имени Куйбышева Камско-Устьинского района ТАССР — 27 февраля 2025) — доктор физико-математических наук, профессор Казанского государственного университета.

## Биография
Родился 6 июля 1944 года в посёлке городского типа Затон имени Куйбышева Камско-Устьинского района ТАССР.
В 1962 году поступил и в 1967 году окончил механико-математический факультет Казанского государственного университета по специальности «Механика».
В 1970 году начал работать в Казанском государственном университете:
- ассистент,
- старший научный сотрудник,
- исполняющий обязанности доцента кафедры аэрогидромеханики.

В конце 1980-х годов заведовал лабораторией подземной гидромеханики НИИ математики и механики (НИИММ) имени Н. Г. Чеботарёва при Казанском государственном университете.
С 1990 до 1994 года занимал пост директора НИИММ КГУ.
В 1996 году перешёл на должность профессора экологического факультета Казанского государственного университета (с 2014 года называется Институт экологии и природопользования КФУ).

## Научная деятельность
Кандидат физико-математических наук с 1971 года. Тема кандидатской диссертации «Исследование некоторых приближённых методов в теории газовых струй».
Доктор физико-математических наук с 1988 года. Тема докторской диссертации «Основные уравнения и вариационные методы расчёта изотермической фильтрации».
Действительный член Российской Академии Естественных Наук.
Член Российского национального комитета по теоретической и прикладной механике.
Научные интересы:
- механика сплошной среды,
- математическое моделирование,
- тепломассоперенос в пористых средах.

Разработал общий подход построения моделей фильтрации в деформируемых пористых средах.
Выявил и смоделировал новый класс задач в теории консолидации с неполным насыщением в зонах разгрузки.
Создал новую постановку и решение задачи об уплотнении и водоотдаче глин при отборе жидкости из пластов.

## Награды, почётные звания
Почётное звание «Заслуженный деятель науки Республики Татарстан» (1999).
Почётное звание «Заслуженный деятель науки Российской Федерации» (2006).

## Публикации
- Чекалин А. Н., Конюхов В. М., Костерин А. В. Двухфазная многокомпонентная фильтрация в нефтяных пластах сложной структуры. — Казань: Казанский гос. ун-т, 2009. — 180 с.
- Волков Ю. А., Конюхов В. М., Костерин А. В., Чекалин А. Н. Математическое моделирование имплозионного воздействия на пласт. — Казань: Плутон, 2004. — 78 c.
- Дияшев Р. Н., Костерин А. В., Скворцов Э. В. Фильтрация жидкости в деформируемых нефтяных пластах // Казань: Изд-во Казан. мат. о-ва, 1999. — 238 с.
- Егоров А. Г., Костерин А. В., Скворцов Э. В. Консолидация и акустические волны в насыщенных пористых средах // Казань: Изд-во Казан. ун-та, 1990. — 101 с.
- А. В. Костерин, «Новые модели и обобщенные решения нелинейных задач механики насыщенных пористых сред», Матем. моделирование, 13:2 (2001), 71–77.
- А. В. Костерин, «Новый вариант вариационной теории нелинейной фильтрационной консолидации», Исслед. по подземн. гидромех., 9 (1987), 100–108.
- А. В. Костерин, «Построение моделей изотермической фильтрации в деформируемой пористой среде», Исслед. по подземн. гидромех., 8 (1986), 47–57.
- А. В. Костерин, «Применение методов выпуклого анализа к исследованию нелинейной фильтрации в трубке тока», Исслед. по подземн. гидромех., 7 (1984), 70–78.